# Montagne de l'Épaule
Pour les articles homonymes, voir Épaule (homonymie).
La montagne de l'Épaule culmine à 460 m dans le parc national de la Jacques-Cartier, dans la municipalité de Stoneham-et-Tewkesbury, dans la municipalité régionale de comté (MRC) de La Jacques-Cartier, dans la région administrative de la Capitale-Nationale, au Québec, Canada.

## Toponymie
Le toponyme « montagne de l'Épaule », officialisé le 2 août 1974 à la Banque des noms de lieux de la Commission de toponymie du Québec, est relié au toponyme de la rivière du même nom.

## Géographie
Le sommet de la montagne de l'Épaule est situé à :
- 0,5 km à l'est du cours de la rivière Jacques-Cartier ;
- 1,1 km au nord de la confluence de la rivière à l'Épaule et de la rivière Jacques-Cartier ;
- 6,2 km à l'est du centre du village de Stoneham-et-Tewkesbury ;
- 2,2 km au nord-ouest de la route 175[1].

La montagne de l'Épaule est coincée entre la rivière Jacques-Cartier qui coule du côté ouest et la rivière à l'Épaule qui est du côté est.

## Histoire
Jadis, les rivières à l’Épaule et Jacques-Cartier servaient au transport par flottaison des billots de bois jusqu'aux scieries en aval.

## Randonnée
Un sentier de randonnée désigné « l'Éperon » et s'étirant sur 5,5 km contourne la montagne de l'Épaule pour atteindre son sommet, lequel culmine à 460 m d'altitude. Ce sentier débute au km 3, soit l’un des premiers sentiers près de l’entrée du parc national de la Jacques-Cartier qui est localisé au 103 chemin du Parc-National à Stoneham-et-Tewkesbury. À partir du stationnement, après une marche d'une centaine de mètres le long de la route, les randonneurs entrent dans la forêt jusqu'au croisement. Ils peuvent alors choisir d'emprunter la montée graduelle ou une montée plus abrupte.
Sur ce parcours bien aménagé, les randonneurs peuvent admirer la vallée de la rivière Jacques-Cartier. Plusieurs panneaux d'information bien situés racontent des bribes d'histoire du massif des Laurentides. Sur la crête de la montagne de l’Épaule, les randonneurs se trouvent à la rencontre du sommet entre les versants de la Jacques-Cartier et de la rivière à l’Épaule.